# Pe poteca nețărmuritei iubiri
Pe poteca nețărmuritei iubiri (în rusă Тропой бескорыстной любви, transliterat: Tropoi beskorîstnoi liubvi) este un film de aventuri sovietic din 1971, regizat de Agasi Babaian după un scenariu inspirat dintr-o povestire a scriitorului rus Vitali Bianki. Rolul principal a fost interpretat de actorul Dmitri Orlovski.
Acțiunea filmului are loc într-o rezervație naturală din taigaua sovietică, protejată de un pădurar bătrân și de un milițian tânăr. În timp ce cutreiera pădurea pentru a o păzi de braconieri, pădurarul Mihalîci găsește un pui de râs, pe care-l aduce la cabana sa și îl îngrijește ca pe propriul său animal de companie, dându-i numele Kunak. O legătură afectivă puternică se formează între om și animalul sălbatic. Râsul este capturat la un moment dat de un grup de braconieri și vândut apoi unui circ, dar reușește să iasă din cușcă și, după o lungă călătorie, se întoarce în rezervație.
Pe poteca nețărmuritei iubiri este primul film al tetralogiei despre râsul îmblânzit Kunak (în rusă Кунак) și a fost dedicat memoriei lui Vitali Bianki (1894–1959), un prolific scriitor rus de literatură pentru copii și de cărți despre natură, aspect evidențiat în epigraful de la început. Tema acestui film (și a întregii tetralogii) o reprezintă dragostea omului față de animale și atașamentul reciproc al acestora, care poate fi dus uneori până la limita sacrificiului.

## Rezumat
O femelă de râs moare, în timp ce-și proteja unicul pui de atacul unui urs. Aflat într-una din drumețiile sale zilnice prin rezervația naturală pe care o păzea, bătrânul pădurar Mihalîci găsește puiul de râs și îl aduce la cabana sa pentru a-i salva viața. Acolo îl hrănește, îi amenajează un culcuș și îi dă numele Kunak (adică „prieten” în limba caucazienilor), adoptându-l ca animal de companie. Pisoiul începe să exploreze casa pădurarului, apoi împrejurimile și pădurea, și se împrietenește cu Taiga, câinele pădurarului. Cei doi o duc dimineața la păscut pe capra Mașka și seara o aduc înapoi acasă. Într-una din zile, Kunak atacă și ucide un cocoș care a băut lapte din castronul său, iar pădurarul îl lovește pentru a-l învăța să lase în pace păsările de curte. Puiul de râs fuge speriat în pădure și își prinde o lăbuță într-o capcană pusă de braconieri, fiind descoperit a doua zi și salvat de Mihalîci.
Trece un an. Kunak crește, iar vestea existenței sale se răspândește în toată regiunea. Oameni din localitățile învecinate încep să vină la cabana pădurarului pentru a vedea animalul sălbatic care fusese îmblânzit, iar unii dintre ei (printre care și un grup de artiști de circ) îi oferă mulți bani lui Mihalîci pentru a-l vinde, dar pădurarul refuză.
Într-una din zile, cu ocazia unei drumeții prin pădure, pădurarul Mihalîci și milițianul local Fedea Gavrilov aud niște împușcături și pornesc pe urmele unui grup de braconieri periculoși. În timpul urmăririi câinele pădurarului este înjunghiat mortal, dar, cu toate acestea, braconierii sunt prinși pe malul râului. Unul dintre ei este trimis la închisoare pentru un an și, după eliberare, decide să se răzbune pe pădurar. Bandiții reușesc să pătrundă în cabana pădurarului, pe care o devastează, și îl capturează pe Kunak, pe care îl vând apoi unui circ.
Mihalîci se simte trist în lipsa prietenului său necuvântător, până când, într-o zi, Fedea îl anunță că a văzut un râs ce semăna cu Kunak la un circ sosit în orașul Nikolaevka. Râsul văzut de Fedea este chiar Kunak, dar directorul circului nu vrea să-l cedeze gratuit și, pentru a-și recupera paguba, îi cere bătrânului pădurar să îi dea 300 de ruble pentru a-și răscumpăra prietenul. Mihalîci vinde câteva blăni de animale pentru a strânge acea sumă mare de bani și se întoarce în oraș în iarna următoare, dar nu mai găsește circul în același loc. Circul ajunge ulterior într-un oraș mai mare, unde face popas. În zilele următoare, profitând de neglijența unui îngrijitor care nu închisese bine ușa, Kunak reușește să iasă din cușcă și străbate întreg orașul până ajunge în pădure. Râsul mănâncă un iepure alb, scapă la limită dintr-o capcană a braconierilor și este urmărit de o haită de lupi, dar ajunge în cele din urmă la casa pădurarului din rezervație.
Între timp, Mihalîci se află din nou pe urmele braconierilor și se încaieră cu aceștia, dar este copleșit. Bandiții îl imobilizează și îl leagă de un copac în plină iarnă, sperând că va muri înghețat sau că va fi sfâșiat de lupi. Kunak apare chiar în acel moment și îl atacă pe unul dintre bandiți, apoi roade funia care îl lega pe Mihalîci, eliberându-l. Cel de-al doilea bandit este prins de milițianul Fedea. Râsul rămâne apoi la cabana pădurarului și continuă să îl însoțească în patrulările sale zilnice prin rezervație.

## Distribuție
- Dmitri Orlovski — pădurarul Mihalîci[4][8][19][20]
- Arkadi Tolbuzin — braconierul Viktor („Vitka”)[4][8][19][20]
- Boris Sicikin — artist de circ, musafirul lui Mihalîci[4][8][19][20]
- Galina Rîbak — artistă de circ, musafira lui Mihalîci[8][4][19][20]
- Serghei Iurtaikin — braconierul Lioha[8][19][20]
- Evgheni Zosimov — braconier[20]
- Filimon Sergheev — locotenentul de miliție Fedor (Fedea) Gavrilov[20]
- Viktor Koval[20]

## Producție

### Scenariu

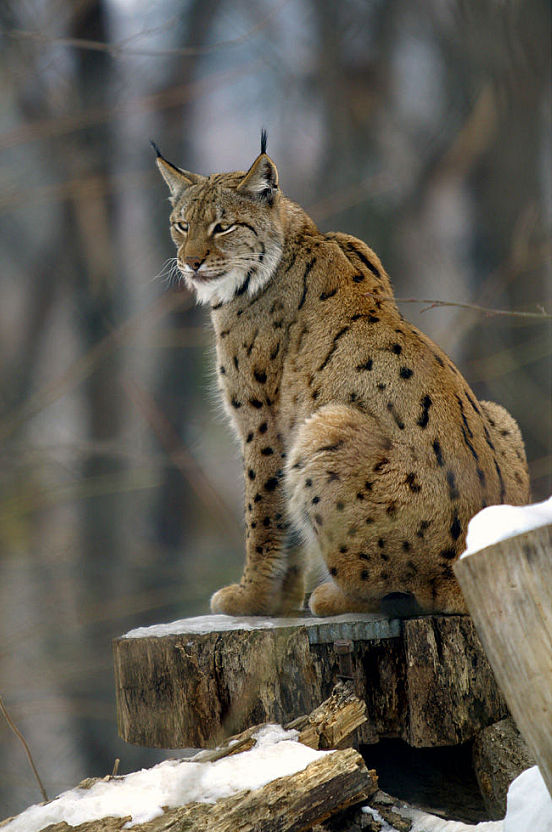
Un râs eurasiatic (Lynx lynx) la Grădina Zoologică Schönbrunn din Viena

Scenariul filmului a fost scris de Leonid Belokurov după o povestire a scriitorului rus Vitali Bianki. Povestirea „Murzuk” (în rusă Мурзук; 1925) prezintă prietenia formată între vânătorul Andreici și un pui de râs pe care l-a salvat din pădure și l-a numit Murzuk. Atunci când câinele vânătorului, Kunak, a murit, Murzuk a început să-și însoțească stăpânul în pădure. Povestirea lui Bianki conținea însă mai multe momente șocante, care au fost modificate în scenariu. Astfel, vânătorul Andreici a ucis cu un cuțit femela râs, care fusese rănită în urma atacului, i-a îngropat apoi pe cei doi pui morți și l-a dus acasă pe cel de-al treilea pui, care supraviețuise în mod miraculos. Pe poteca nețărmuritei iubiri este dedicat memoriei lui Vitali Bianki (1894–1959), un prolific scriitor rus de literatură pentru copii și de cărți despre natură, aspect evidențiat în epigraful de la început: „În memoria lui Vitali Bianki. O mare parte a acestui film este inspirat din poveștile sale” (în rusă Памяти Виталия Бианки. Многое в этом фильме навеяно его рассказами).

### Filmări
Filmul a fost produs de compania sovietică Țentrnaucifilm („Studioul central de știință popularizată”), fiind folosit pe post de consultant profesorul Anatoli Nikiforovici Zahlebnîi. Regizorul filmului a fost cineastul sovietic de origine armeană Agasi Babaian. Producția a fost coordonată de directorul Leonid Abramovici Osnos și de redactorul V. Russo. O echipă de filmare a companiei Țentrnaucifilm, condusă de directorul Leonid Osnos, a sosit în 1970 la baza „Kinozverobaza” (în rusă Кинозверобаза) din satul Leonovo⁠(en)[traduceți] (raionul Petușki⁠(en)[traduceți], regiunea Vladimir), fondată în 1947 la inițiativa cineastului sovietic Aleksandr Zguridi⁠(fr)[traduceți] pentru pregătirea profesională a animalelor ce urmau să apară în filme.
Filmările au fost realizate pe peliculă color de operatorul Anatoli Kaznin și au durat aproape doi ani, deoarece fiecare secvență a trebuit atent pregătită și a necesitat mult efort. Spațiul de filmare era foarte vast și se întindea din taigaua siberiană până în Caucaz. Cabana pădurarului Mihalîci a fost amenajată pe teritoriul zoobazei „Kinozverobaza”, în mijlocul pădurii. Rolul principal a fost atribuit actorului rus Dmitri Orlovski, iar alte roluri au fost interpretate de Arkadi Tolbuzin, Boris Sicikin, Galina Rîbak și Serghei Iurtaikin.
Decorurile au fost proiectate de Ia. Benin și Oleg Antipov. Sunetul a fost înregistrat de inginerul Nikolai Kuznețov, iar muzica a fost compusă de compozitorul georgian Merab Parțhaladze și interpretată de Orchestra Simfonică de Stat a Cinematografiei⁠(en)[traduceți], sub bagheta dirijorului Emin Haciaturian⁠(en)[traduceți] (nepotul compozitorului și dirijorului armean Aram Haciaturian). Montajul peliculei a fost realizat de V. Blizgarevoi.

### Dresajul râșilor

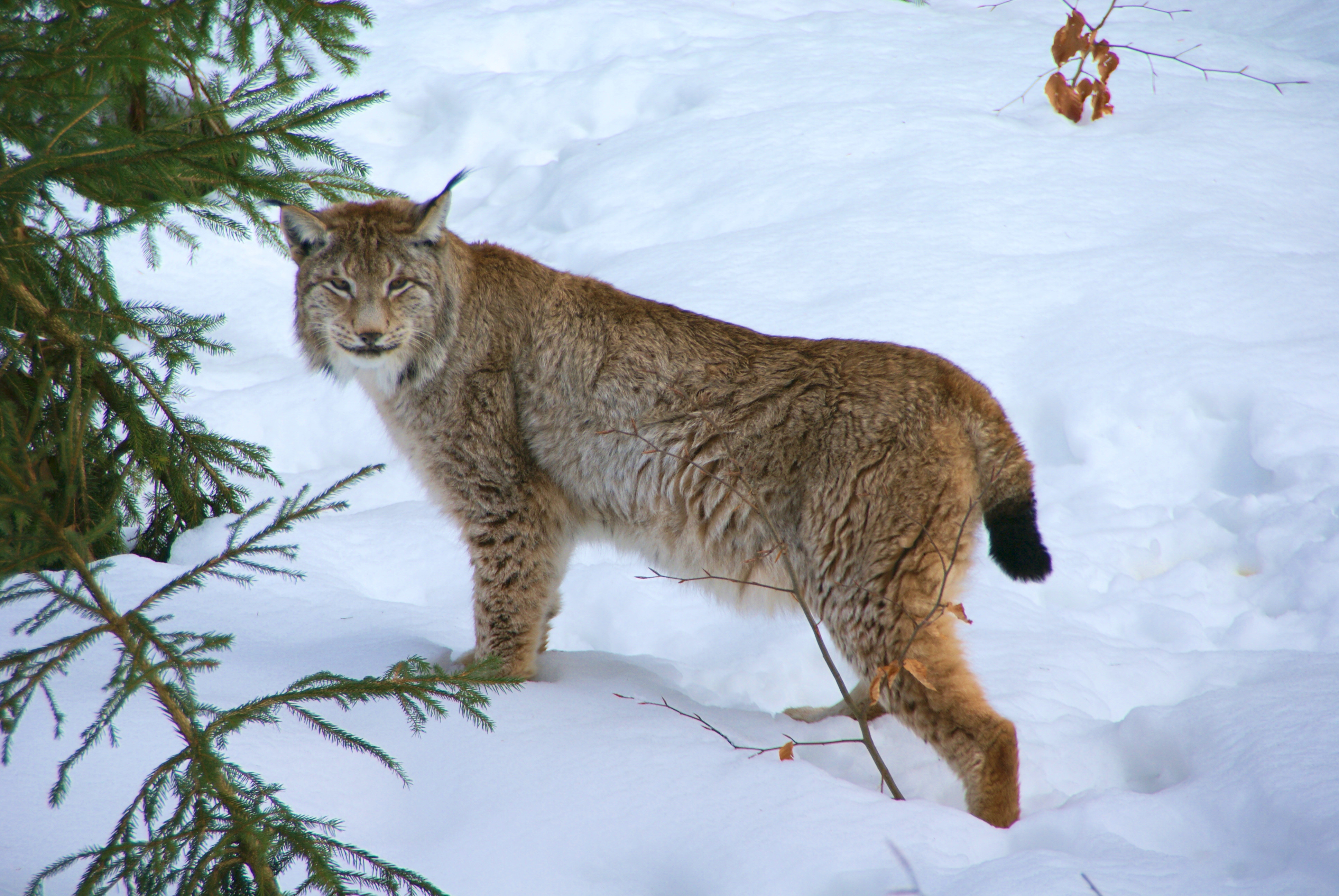
Un râs eurasiatic (Lynx lynx) în Parcul național Bayerischer Wald

Producătorii au cumpărat doi râși – frate și soră –, care au început să fie dresați în același timp. Râșii erau folosiți la filmări prin rotație: unul dintre ei participa activ, iar celălalt era folosit ca dublură în caz că primul se îmbolnăvea sau refuza să lucreze. Îmblânzirea a fost realizată treptat: puii de râs au primit mai întâi o minge de cauciuc cu care să se joace, apoi li s-a adus în cușcă un magnetofon care reproducea comenzile obișnuite ale regizorului și ale asistenților săi și mai târziu a fost pus acolo un aparat de radio. Puii de râs au fost nevoiți să asculte muzică și vorbire umană pentru a putea fi făcuți să ignore zgomotul produs de aparatul de filmat și vorbele rostite de oamenii care participau la filmări. Actorul Dmitri Orlovski, interpretul rolului principal, a trebuit să hrănească el însuși micul râs și să doarmă împreună cu el, iar cei doi au devenit inseparabili. Râsul s-a împrietenit și cu câinele.
Cu toate acestea, fiind un animal sălbatic, oarecum feroce și aproape imposibil de îmblânzit, râsul era greu de convins să joace o secvență potrivit scenariului, iar atunci când obosea își manifesta liber temperamentul său natural în relațiile cu actorii. Secvența în care râsul sare pe marginea fântânii și se uită la reflexia sa în apă a necesitat mult timp de filmare, ca și secvența în care râsul atacă și ucide un cocoș. Știind că râsul nu atacă un animal care nu se mișcă, producătorii au trebuit să caute în satele învecinate un cocoș care să nu fugă la vederea unui prădător; cocoșul găsit a rămas imobil, în stare de șoc, la apropierea râsului și nu a fost atacat. Râsul mascul a fugit în pădurile din regiunea Vladimir pe la jumătatea filmărilor și, în ciuda căutărilor intense, nu a mai fost găsit niciodată; locuitorii satelor învecinate au fost avertizați la radio să nu fugă în cazul că-l vor întâlni în pădure, pentru a nu risca să fie atacați. Locul lui în film a fost luat atunci de sora lui. Membrii echipei de filmare și mai ales actorul Dmitri Orlovski s-au atașat mult de cel de-al doilea râs și au fost triști atunci când au trebuit să se despartă.
Pe poteca nețărmuritei iubiri este primul film al tetralogiei despre râsul îmblânzit Kunak, fiind urmat de Râsul iese pe cărare (Рысь выходит на тропу, 1983), Râsul se întoarce (Рысь возвращается, 1986) și Râsul merge pe potecă (Рысь идёт по следу, 1994). Realizatorii acestui film au menționat pe genericul de final că niciun animal nu a fost rănit sau ucis în cursul filmărilor.

## Recepție

### Lansare
Pe poteca nețărmuritei iubiri a fost lansat în anul 1971 în Uniunea Sovietică și a avut parte de un mare succes comercial. El a fost distribuit apoi și în alte țări precum Republica Socialistă România (7 februarie 1972), Finlanda (3 aprilie 1972), Republica Democrată Germană (12 mai 1972), Ungaria (25 mai 1972), Italia (1975), Argentina (17 iulie 1975) și Franța (13 decembrie 1978).
Premiera filmului în România a avut loc în 7 februarie 1972; filmul, care a fost prezentat de presa epocii ca „povestea tandră și încîntătoare a prieteniei omului cu animalele, în decorul fastuos și expresiv al unei păduri”, a rulat în perioada următoare în unele cinematografe bucureștene precum Capitol (februarie 1972), Buzești (februarie 1972), Flacăra (februarie 1972), Ferentari (februarie–martie 1972), Munca (martie 1972), Drumul Sării (martie 1972) și Timpuri Noi (martie–aprilie 1972), dar și în unele cinematografe din alte orașe (de exemplu, la Bacău, Cluj, Târgu Mureș, Galați, Sibiu, Oradea, Pitești, Sfântu Gheorghe, Satu Mare, Iași, Miercurea Ciuc, Rădăuți, Brașov, Câmpulung Moldovenesc, Pașcani, Alba Iulia,  Caracal, Mediaș, Craiova, Giurgiu, Reșița, Timișoara, Carei, Slatina, Lugoj, Reghin, Sovata ș.a.), inclusiv până în iunie 1988. Pe poteca nețărmuritei iubiri a fost difuzat în premieră de Televiziunea Română în cadrul emisiunii Telecinemateca pentru copii, prezentată în ziua de vineri 27 aprilie 1973 pe programul II.
Scenaristul Leonid Belokurov a publicat în 1974 o carte intitulată Тропой бескорыстной любви (Союз кинематографистов СССР, Бюро пропаганды советского киноискусства, Moscova, 1974, 48 p.), în 15.000 de exemplare, care este formată din trei secțiuni: articolul „Câteva cuvinte în loc de prefață” de Iuri Naghibin (pp. 5–6), fișele tehnice cu fotografii ale realizatorilor (pp. 7–9) și scenariul filmului scris de Belokurov (pp. 10–46). Cartea este ilustrată cu imagini din film.

### Răspuns critic
Succesul comercial al primului film al tetralogiei, Pe poteca nețărmuritei iubiri (1971), s-a datorat în primul rând comportamentului aproape natural al râsului, care a creat publicului impresia că întâmplările erau spontane și nu rezultatul unui scenariu. Astfel, în cuvântul înainte al povestirii scrise pe baza scenariului, prozatorul și scenaristul rus Iuri Naghibin scria că: „Râsul se comportă atât de natural, atât de spontan pe ecran încât îți imaginezi că filmul a fost destul de ușor de realizat. Dar nu a fost deloc așa. Această aparentă ușurință a fost rezultatul a doi ani de eforturi intense, iar fiecare secvență a necesitat o răbdare infinită, transpirație și chiar sânge. Căci râsul, atunci când se sătura de camera enervantă, era înclinat să uite de actorie și să-și manifeste în mod liber temperamentul său natural asupra colegilor săi actori.”. Unii critici au consemnat, de asemenea, că Babaian a reușit, prin modul în care a coordonat filmările, să descopere pe ecran personalitatea animalelor și să le transforme în adevărate personaje nu prin acțiunile de dresură pregătite, ci prin surprinderea reacțiilor spontane și a unor atitudini expresive. Astfel, câinele Taiga are o atitudine gravă, fiind conștient de răspunderile sale și arătând celorlalți că nu are timp de pierdut cu joaca, capra albă Mașka pare o „femeiușcă îndărătnică și fără minte”, care trebuie liniștită din când în când, iar puiul de râs Kunak este copilul care descoperă treptat lumea înconjurătoare și îi învață pe adulți frumusețea vieții.
Pe poteca nețărmuritei iubiri a fost descris ca un „poem cinematografic” al dragostei omului față de animale, în care se vorbește puțin, dar se transmite mult. Recenziile criticilor au evidențiat „simplitatea și lipsa totală de patetism, [...] tonul, în permanență firesc, al narațiunii cinematografice, căldura și duioșia care se degajă din fiecare imagine, multitudinea de sensuri care se desprinde din cel mai mărunt gest” și au menționat că „dragostea nu se exprimă neapărat în cuvinte frumoase” și că „devotamentul și dăruirea se măsoară deseori în fapte aparent mărunte, dar esențiale ca încărcătură umană”. Criticii au elogiat tehnica de filmare, pe care au descris-o ca „remarcabilă”, ca urmare a faptului că a reușit să surprindă natura într-un mod intim prin obiectivul aparatului de filmat. Ceea ce i-a impresionat în mod deosebit a fost captarea pe peliculă a traiului viețuitoarelor pădurii în mediul lor natural, care a creat astfel „un tablou de vrajă” și a reușit să dezvăluie amănunte semnificative, și farmecul principalelor personaje animaliere (râsul Kunak, câinele Taiga, capra Mașka).
Filmul nu s-a limitat însă la surprinderea unui colț de natură, ci a depășit acest cadru prin prezentarea efectelor intruziunii omului (braconieri, artiști de circ), iar această intruziune a tulburat contemplarea liniștită a naturii și a creat un contrast stereotip între blândețea și sensibilitatea iubitorului de animale și răutatea câteodată monstruoasă a restului oamenilor. Oamenii sunt aici niște intruși, care n-au ce să caute în acest spațiu protejat deoarece tulbură liniștea universului viu, iar întâmplările pe care le provoacă par lipsite de naturalețe. Singurul om, care se află aici la locul potrivit, este pădurarul, deoarece el cunoaște tainele naturii și ocrotește vietățile acestei rezervații, reușind în unele cazuri chiar să le domesticească. Naghibin a lăudat interpretarea actorului Dmitri Orlovski, considerând că s-a dovedit a fi „atât de autentic, credibil în fiecare mișcare, chiar și în timpul vânătorii”. De altfel, o mare parte din spectatori chiar au crezut că el nu era actor, ci un pădurar adevărat. În ciuda existenței unor clișee, filmul lui Babaian se remarcă prin secvențele dinamice și expresive ale naturii și reprezintă pentru orice iubitor de animale un „prilej de încîntare, poate chiar de tandră emoție”, iar insertul din final potrivit căruia niciun animal nu a avut de suferit în cursul filmărilor poate reprezenta un îndemn moral adresat spectatorilor. Potrivit esteticianului Mihai Nadin, Pe poteca nețărmuritei iubiri „nu e un film mare, nu e o realizare artistică deosebită, dar are capacitatea de a ne vorbi despre lucruri pe care le-am uitat și față de care ne putem defini”.
Enciclopedia cinematografică germană Lexikon des internationalen Films descrie astfel acest film: „Povestea aventuroasă și emoționantă a unui râs siberian și a atașamentului său față de pădurarul care l-a crescut. Divertisment simplu și contemplativ, cu un aspect științific popular, interesant mai ales datorită reprezentațiilor impresionante de dresaj.”.

### Premii
Pe poteca nețărmuritei iubiri a obținut în anul 1974 Marele Premiu la Festivalul Internațional al Filmului pentru Copii, care a fost organizat în India. El a fost distins, de asemenea, cu Marea Medalie a Societății Unionale Ruse pentru Conservarea Naturii, pentru că a oferit oamenilor de știință o mulțime de informații interesante cu privire la comportamentul animalelor în mediul lor natural și la interacțiunea lor cu oamenii.